# Peter Vial
Peter Vial is een kunstenaar die woont en werkt in Amsterdam. Hij is vooral bekend vanwege zijn (glas)mozaïek in de openbare ruimte. Daarnaast maakt hij schilderijen.

## Loopbaan
Na een carrière in gezondheids- en jeugdzorg start hij als autodidact met het maken van kunst. Eerst maakt hij schilderijen, maar begint al snel verschillende kunsttechnieken te verkennen. Hij experimenteert met nieuwe combinaties van materialen, technieken en gaat driedimensionaal werken. In 2010 maakt hij zijn eerste mozaïeksculpturen. Hij werkt aanvankelijk veel met geometrische vormen en De Stijl is daarbij een inspiratiebron. Vanaf 2013 maakt hij mozaiëk in de openbare ruimte.

## Beelden
De beelden van Vial zijn vaak gemaakt van gasbeton. Hij kiest daarvoor om dat het materiaal goed te bewerken is en de buitenlaag gemaakt is van weersbestendig materiaal. Hij ziet zijn werk als schaalmodellen voor architectonische sculpturen die levensgroot uitgevoerd kunnen worden. De lagen die hij over zijn beelden legt, bestaan uit spiegel, keramiek of glas. Vial monteert, demonteert en construeert als deel van een maakproces dat hij koppelt aan zelfonderzoek.

## Mozaiekwanden
Het eerste grote buitenmozaiekvan Peter Vial is te zien in de wijk Huntum, Amsterdam Zuid Oost . Het kunstwerk is door Vial ontwikkeld naar aanleiding van klachten van bewoners over de slechte staat van een prominente muur in de wijk. Hij ontwierp voor de eigenaren en bewoners van het pand een mozaïek waarin het verhaal over de muur is verwerkt. Met dit mozaïek vertelt hij het verhaal van de mensen achter de muur; 'Het gezin met 4 kinderen en de buurtbewoners als gekleurde waterdruppels, allemaal op een andere manier gemaakt, want ze zijn allemaal anders. De cirkels zijn de levenscirkels van de mensen die hier wonen en in het kunstwerk bij elkaar komen.'

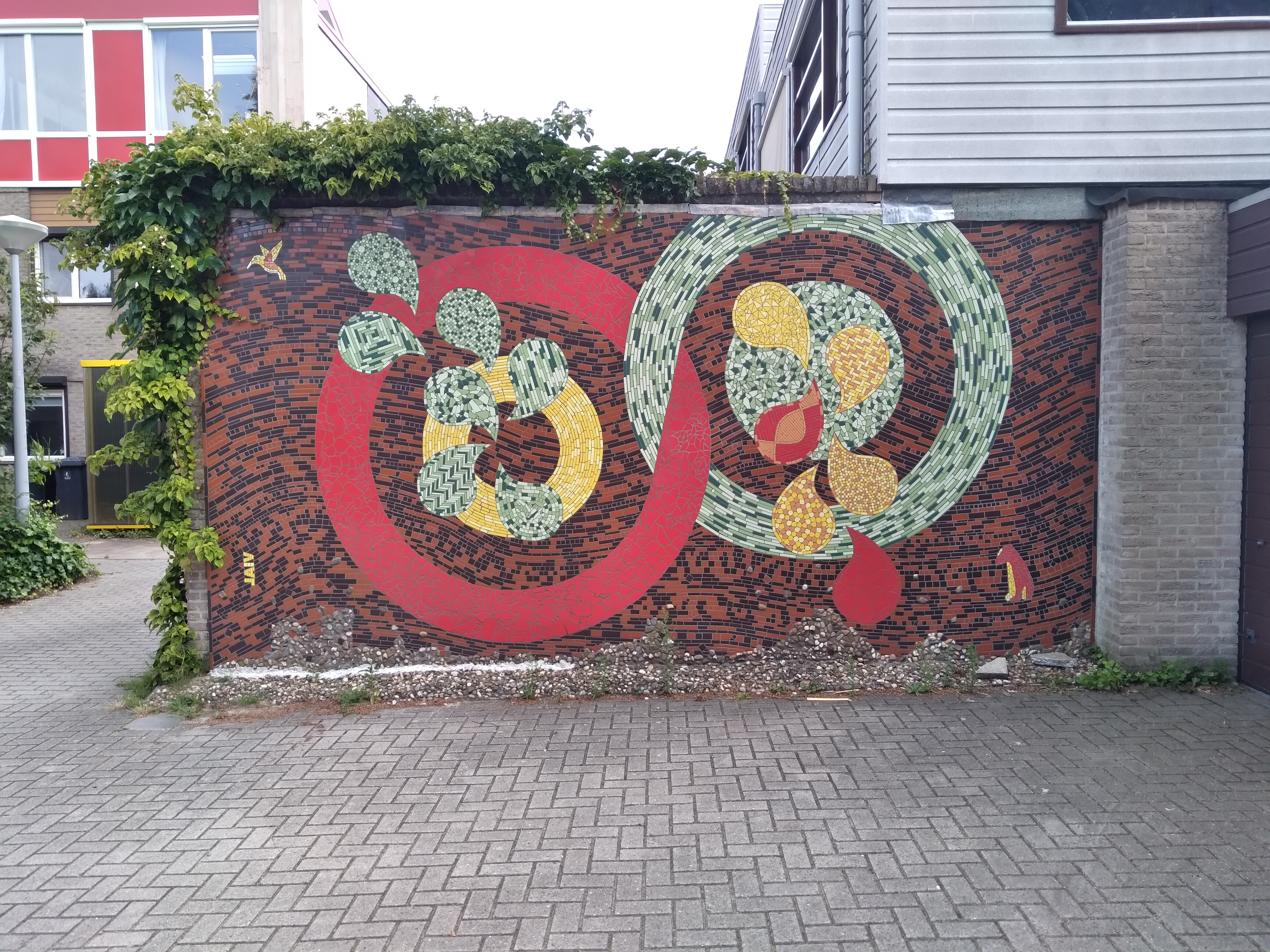
Mozaiek op muur in Huntum

Andere mozaiekwanden gemaakt door Vial zijn te zien in mozaïekwanden in Florijn, de Gouden Leeuw en Groenhoven.

## Guerrillamozaïek
In het park de Bijlmerweide, Amsterdam-Zuidoost is een aantal verkeersborden te zien van Peter Vial. Hij noemt dit werk “guerilla mozaïek”. De kunstenaar trof bij een bezoek aan het park 12 verwaarloosde verkeersborden aan en besloot tot restauratie d.m.v. glasmozaïek. Het werd zijn persoonlijke invulling van de ‘participatie samenleving’. Afbeelding en functie van de borden bleven behouden, maar ieder bord werd anders in de details. Ook werd een bord gemaakt met een vrouwelijke begeleider en één met een transgender. De Parool columnist Gijs Groenteman wijdde er een column aan onder de titel “Een verkeersbord als ‘kunstuiting’ in Zuidoost: schitterend!”

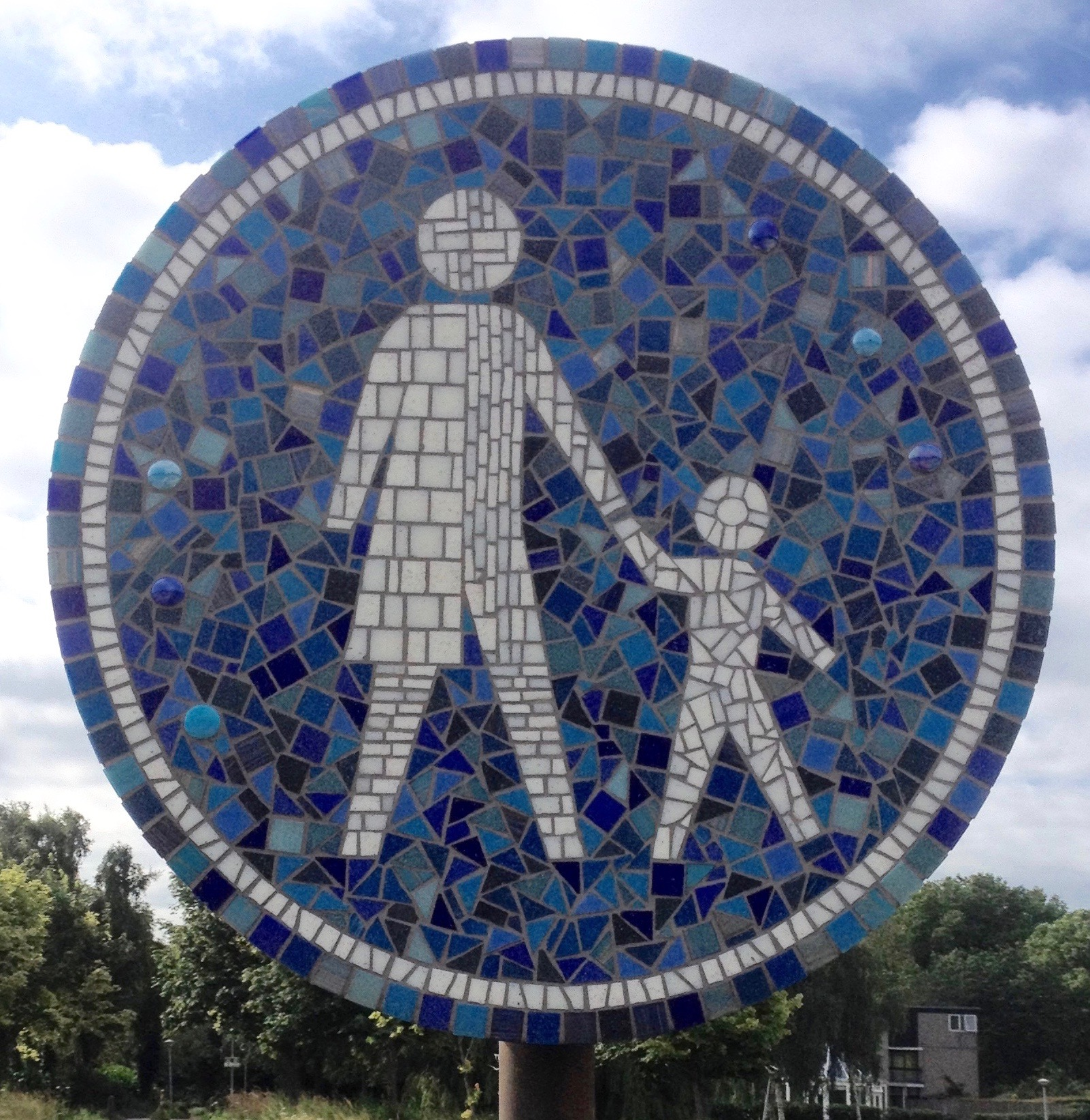
'Verkeersbord' in Bijlmerweide, transgender met kind

## Glasmozaïek
In 2024 maakte Vial twee kunstprojecten in Amsterdam Zuid Oost, een bank bekleed met kleurrijk glasmozaïek bij metrostation Ganzenhoef en een wand in de entree van het seniorencomplex Kolfschoten.

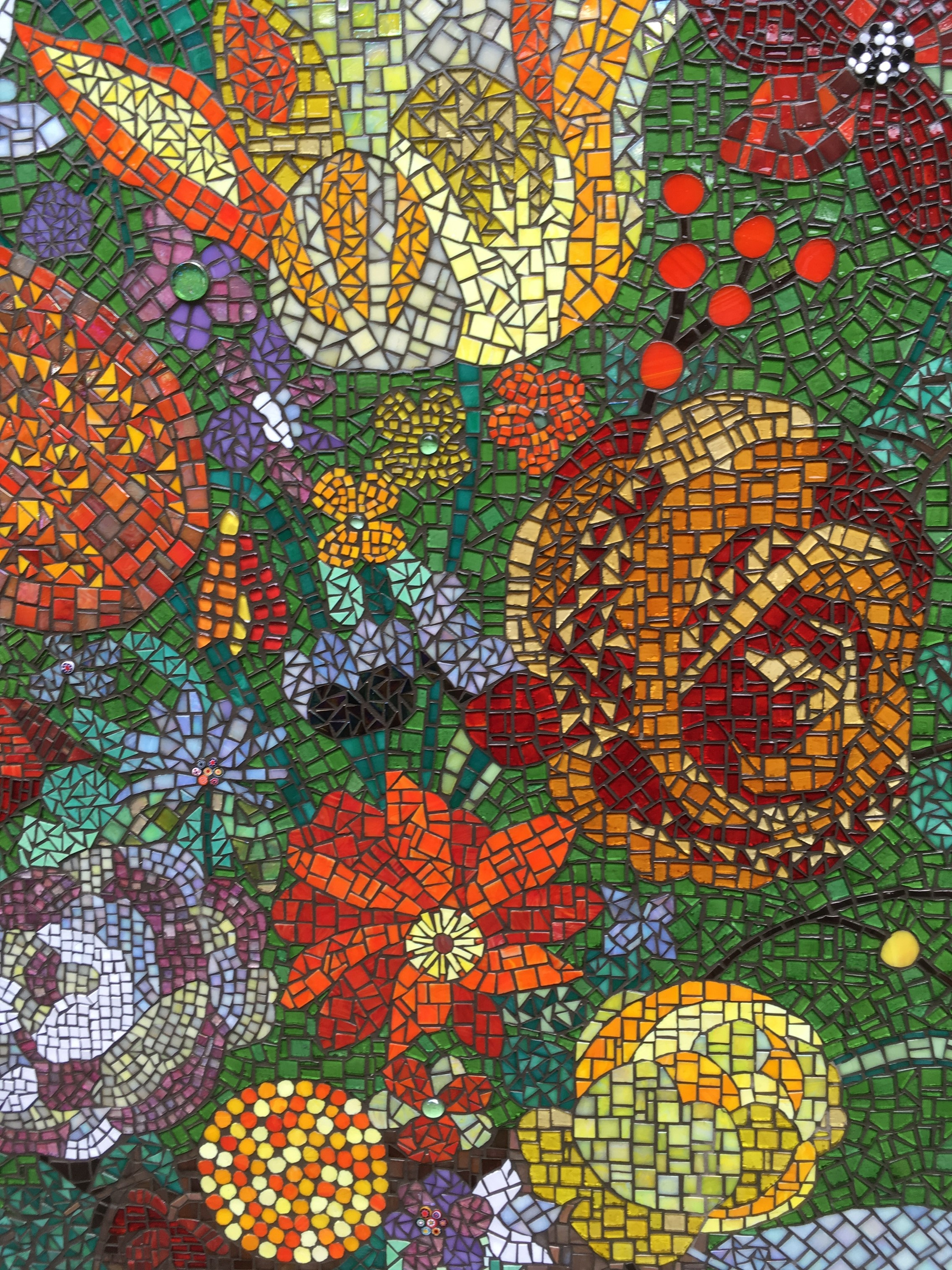
Mozaiekwand Muurbloemen Groenhoven